# Долно Сълне
Долно Сълне (на македонска литературна норма: Долно Соње, Долно Солње, Долно Слње) е село в община Сопище, Северна Македония.

## География
Разположено е в областта Кършияка в южното подножие на планината Водно.

## История
В XIX век Долно Сълне е село в Скопска каза на Османската империя. Според статистиката на Васил Кънчов („Македония. Етнография и статистика“) от 1900 г. Долно Сълне е населявано от 410 жители българи християни.
Цялото население на селото е под върховенството на Българската екзархия. По данни на секретаря на екзархията Димитър Мишев („La Macédoine et sa Population Chrétienne“) в 1905 година в Долно Сълне има 504 българи екзархисти и в селото работи българско училище.
След Междусъюзническата война в 1913 година селото попада в Сърбия.
На етническата си карта от 1927 година Леонард Шулце Йена показва Долна Сойна (Dln. Sojna) като българско село. На етническата си карта на Северозападна Македония в 1929 година Афанасий Селишчев отбелязва Долно Солне като българско село.
В 1928 година край Долне Солне започва добив на кварцов пясък, който се използва за изрбаботката на стъкло във фабриката за стъкло в Парачин, Сърбия.
Според преброяването от 2002 година селото има 689 жители.
| Националност     | Всичко |
| северномакедонци | 678    |
| албанци          | 0      |
| турци            | 0      |
| роми             | 0      |
| власи            | 2      |
| сърби            | 4      |
| бошняци          | 0      |
| други            | 5      |

## Личности
Родени в Долно Сълне
- Васил Стефко, населен в махалата Хараджи Салахудин на Скопие,[7] българин, православен, арестуван на 18 юни 1903 година, обвинен в „участие във воденето на работите на комитета чрез търсене на пари от населението на село Кадъкьой в името на споменатия комитет с намерение да се наруши порядъкът в махалата Пазар в Скопие“, осъден на 5 години каторга, амнистиран с общата амнистия от 12 април 1904 година[8]
- Сава (Саве) Цветанов, деец на ВМОРО, четник на Васил Аджаларски[9] и на Дамян Мартинов,[10] убит от младотурците[11]
- Стойче Солнянец, български революционер, войвода на ВМОРО[12]

Починали в Долно Сълне
- Арсо Локвички (1870 – 1923), български революционер